# Ősagárd, Nógrád
Ősagárd (în slovacă Agárd) este un sat în districtul Rétság, județul Nógrád, Ungaria, având o populație de 318 locuitori (2011).

## Demografie
Componența etnică a satului Ősagárd
     Maghiari (69,06%)
     Slovaci (30,27%)
     Sloveni (0,67%)
Componența confesională a satului Ősagárd
     Luterani (74,53%)
     Romano-catolici (8,81%)
     Fără religie (6,29%)
     Reformați (3,77%)
     Necunoscută (6,6%)
     Alte religii (0,94%)
Conform recensământului din 2011, satul Ősagárd avea 318 locuitori. Din punct de vedere etnic, majoritatea locuitorilor (69,06%) erau maghiari, cu o minoritate de slovaci (30,27%).  Din punct de vedere confesional, majoritatea locuitorilor (74,53%) erau luterani, existând și minorități de romano-catolici (8,81%), persoane fără religie (6,29%) și reformați (3,77%). Pentru 6,6% din locuitori nu este cunoscută apartenența confesională.